# Eugenio di Württemberg (1788)
Il duca Eugenio di Württemberg (in tedesco Herzog Friedrich Carl Eugen Paul Ludwig von Württemberg; Oels, 8 gennaio 1788 – Pokój, 16 settembre 1857) è stato un generale tedesco, comandante di fanteria nell'esercito imperiale russo durante le guerre napoleoniche.

## Biografia
Eugenio nacque a Oels (oggi Oleśnica, in Polonia), primo figlio del duca Eugenio Federico di Württemberg (1758-1822), (figlio di Federico II Eugenio, duca del Württemberg, e della margravia Federica Dorotea di Brandeburgo-Schwedt) e di sua moglie, la principessa Luisa di Stolberg-Gedern (1764-1834), (figlia del principe Cristiano Carlo di Stolberg-Gedern e della contessa Eleonora di Reuss Lobenstein). Sua zia era l'imperatrice Maria Feodorovna la consorte di Paolo I di Russia.
Dal 1776 ha vissuto in Russia. Da bambino era nel seguito della zia alla corte dello Zar, e qui intraprese una brillante carriera nell'esercito imperiale russo. Il resto della sua formazione si è svolta in Slesia sotto Ludwig von Wolzogen.

## Carriera militare
Nel 1805 era già generale. Partecipò alle campagne militari del 1806 e del 1807 nella Prussia orientale contro la Francia. Entrò nello staff del generale russo Bennigsen. Nel 1812, era un comandante della 4ª divisione del II Corpo d'Armata sotto il generale Barclay de Tolly. Durante l'invasione francese in Russia, combatté nella battaglia di Valutino, nella battaglia di Borodino e nella battaglia di Krasnoi. Alla guerra della Sesta coalizione ha combattuto nelle battaglie di Lutzen, Bautzen, Dresda, Kulm e Lipsia, dove si distinse.
Nel 1828, ha comandato il 7º Corpo d'Armata russo nella guerra russo-turca (1828-1829). Andò in pensione dopo il trattato di Adrianopoli.

## Matrimoni

### Primo matrimonio
Il 21 gennaio 1817, a Arolsen, sposò la principessa Matilde di Waldeck e Pyrmont (1801-1825), figlia di Giorgio I, principe di Waldeck e Pyrmont e della principessa Augusta di Schwarzburg-Sondershausen. Ebbero tre figli:
- duchessa Maria di Württemberg (25 marzo 1818 - 10 aprile 1888), sposò nel 1845 Carlo II, langravio di Assia-Philippsthal, ebbero figli.
- duca Eugenio di Württemberg (25 dicembre 1820-8 gennaio 1875), sposò nel 1843 la principessa Matilde di Schaumburg-Lippe, ebbero figli.
- duca Guglielmo Alessandro del Württemberg (13 aprile 1825 - 15 aprile 1825).

### Secondo matrimonio
Alla morte della prima moglie, Eugenio sposò in seconde nozze, nel 1827 la principessa Elena di Hohenlohe-Langenburg (1807-1880), figlia di Carlo Luigi, principe di Hohenlohe-Langenburg e della Contessa Amalia Enrichetta di Solms-Baruth. Ebbero quattro figli:
- duca Guglielmo del Württemberg (20 luglio 1828 - 5 novembre 1896).
- duchessa Matilde Alessandrina di Württemberg (16 dicembre 1829 - 2 settembre 1913).
- duca Nicola di Württemberg (1º marzo 1833 - 22 febbraio 1903), sposò nel 1868 la nipote, la duchessa Guglielmina del Württemberg, senza figli.
- duchessa Agnese di Württemberg (13 ottobre 1835 - 10 luglio 1886), sposò nel 1858, Enrico XIV di Reuss-Gera, ebbero figli.

## Ascendenza
|                                            |                                       |                                               | Genitori                                                  |  |  | Nonni |  |  | Bisnonni                             |  |  | Trisnonni                                   |  |
|                                            |                                       |                                               |                                                           |  |  |       |  |  | 8. Carlo I Alessandro di Württemberg |  |  | 16. Federico Carlo di Württemberg-Winnental |  |
|                                            |                                       |                                               |                                                           |  |  |       |  |  | 8. Carlo I Alessandro di Württemberg |  |  | 16. Federico Carlo di Württemberg-Winnental |  |
|                                            |                                       | 17. Eleonora Giuliana di Brandeburgo-Ansbach  |                                                           |  |  |       |  |  | 8. Carlo I Alessandro di Württemberg |  |  |                                             |  |
| 4. Federico II Eugenio di Württemberg      |                                       |                                               |                                                           |  |  |       |  |  | 8. Carlo I Alessandro di Württemberg |  |  |                                             |  |
|                                            |                                       | 9. Maria Augusta di Thurn und Taxis           | 18. Anselmo Francesco di Thurn und Taxis                  |  |  |       |  |  |                                      |  |  |                                             |  |
|                                            |                                       | 9. Maria Augusta di Thurn und Taxis           | 18. Anselmo Francesco di Thurn und Taxis                  |  |  |       |  |  |                                      |  |  |                                             |  |
|                                            |                                       | 9. Maria Augusta di Thurn und Taxis           | 19. Maria Ludovica Anna Francesca di Lobkowicz            |  |  |       |  |  |                                      |  |  |                                             |  |
| 2. Eugenio Federico di Württemberg         |                                       | 9. Maria Augusta di Thurn und Taxis           |                                                           |  |  |       |  |  |                                      |  |  |                                             |  |
|                                            |                                       | 10. Federico Guglielmo di Brandeburgo-Schwedt | 20. Filippo Guglielmo di Brandeburgo-Schwedt              |  |  |       |  |  |                                      |  |  |                                             |  |
|                                            |                                       | 10. Federico Guglielmo di Brandeburgo-Schwedt | 20. Filippo Guglielmo di Brandeburgo-Schwedt              |  |  |       |  |  |                                      |  |  |                                             |  |
|                                            |                                       | 10. Federico Guglielmo di Brandeburgo-Schwedt | 21. Giovanna Carlotta di Anhalt-Dessau                    |  |  |       |  |  |                                      |  |  |                                             |  |
| 5. Federica Dorotea di Brandeburgo-Schwedt |                                       | 10. Federico Guglielmo di Brandeburgo-Schwedt |                                                           |  |  |       |  |  |                                      |  |  |                                             |  |
|                                            |                                       | 11. Sofia Dorotea di Prussia                  | 22. Federico Guglielmo I di Prussia                       |  |  |       |  |  |                                      |  |  |                                             |  |
|                                            |                                       | 11. Sofia Dorotea di Prussia                  | 22. Federico Guglielmo I di Prussia                       |  |  |       |  |  |                                      |  |  |                                             |  |
|                                            |                                       | 11. Sofia Dorotea di Prussia                  | 23. Sofia Dorotea di Hannover                             |  |  |       |  |  |                                      |  |  |                                             |  |
| 1. Eugenio di Württemberg                  |                                       | 11. Sofia Dorotea di Prussia                  |                                                           |  |  |       |  |  |                                      |  |  |                                             |  |
|                                            | 12. Federico Carlo di Stolberg-Gedern | 24. Ludovico Cristiano di Stolberg            |                                                           |  |  |       |  |  |                                      |  |  |                                             |  |
|                                            | 12. Federico Carlo di Stolberg-Gedern | 24. Ludovico Cristiano di Stolberg            |                                                           |  |  |       |  |  |                                      |  |  |                                             |  |
|                                            | 12. Federico Carlo di Stolberg-Gedern | 25. Cristina di Meclemburgo-Güstrow           |                                                           |  |  |       |  |  |                                      |  |  |                                             |  |
| 6. Cristiano Carlo di Stolberg-Gedern      | 12. Federico Carlo di Stolberg-Gedern |                                               |                                                           |  |  |       |  |  |                                      |  |  |                                             |  |
|                                            |                                       | 13. Luisa di Nassau-Saarbrücken               | 26. Luigi Crato di Nassau-Saarbrücken                     |  |  |       |  |  |                                      |  |  |                                             |  |
|                                            |                                       | 13. Luisa di Nassau-Saarbrücken               | 26. Luigi Crato di Nassau-Saarbrücken                     |  |  |       |  |  |                                      |  |  |                                             |  |
|                                            |                                       | 13. Luisa di Nassau-Saarbrücken               | 27. Filippina Enrichetta di Hohenlohe-Langenburg          |  |  |       |  |  |                                      |  |  |                                             |  |
| 3. Luisa di Stolberg-Gedern                |                                       | 13. Luisa di Nassau-Saarbrücken               |                                                           |  |  |       |  |  |                                      |  |  |                                             |  |
|                                            |                                       | 14. Enrico II di Reuss-Lobenstein             | 28. Enrico XV di Reuss-Lobenstein                         |  |  |       |  |  |                                      |  |  |                                             |  |
|                                            |                                       | 14. Enrico II di Reuss-Lobenstein             | 28. Enrico XV di Reuss-Lobenstein                         |  |  |       |  |  |                                      |  |  |                                             |  |
|                                            |                                       | 14. Enrico II di Reuss-Lobenstein             | 29. Ernestina Eleonora di Schönburg-Waldenburg            |  |  |       |  |  |                                      |  |  |                                             |  |
| 7. Eleonora di Reuss-Lobenstein            |                                       | 14. Enrico II di Reuss-Lobenstein             |                                                           |  |  |       |  |  |                                      |  |  |                                             |  |
|                                            |                                       | 15. Giuliana Dorotea Carlotta di Hochberg     | 30. Corrado Ernesto Massimiliano di Hochberg-Furstenstein |  |  |       |  |  |                                      |  |  |                                             |  |
|                                            |                                       | 15. Giuliana Dorotea Carlotta di Hochberg     | 30. Corrado Ernesto Massimiliano di Hochberg-Furstenstein |  |  |       |  |  |                                      |  |  |                                             |  |
|                                            |                                       | 15. Giuliana Dorotea Carlotta di Hochberg     | 31. Agnese Elena di Flemming                              |  |  |       |  |  |                                      |  |  |                                             |  |
|                                            |                                       | 15. Giuliana Dorotea Carlotta di Hochberg     |                                                           |  |  |       |  |  |                                      |  |  |                                             |  |